# Regalèssia de muntanya

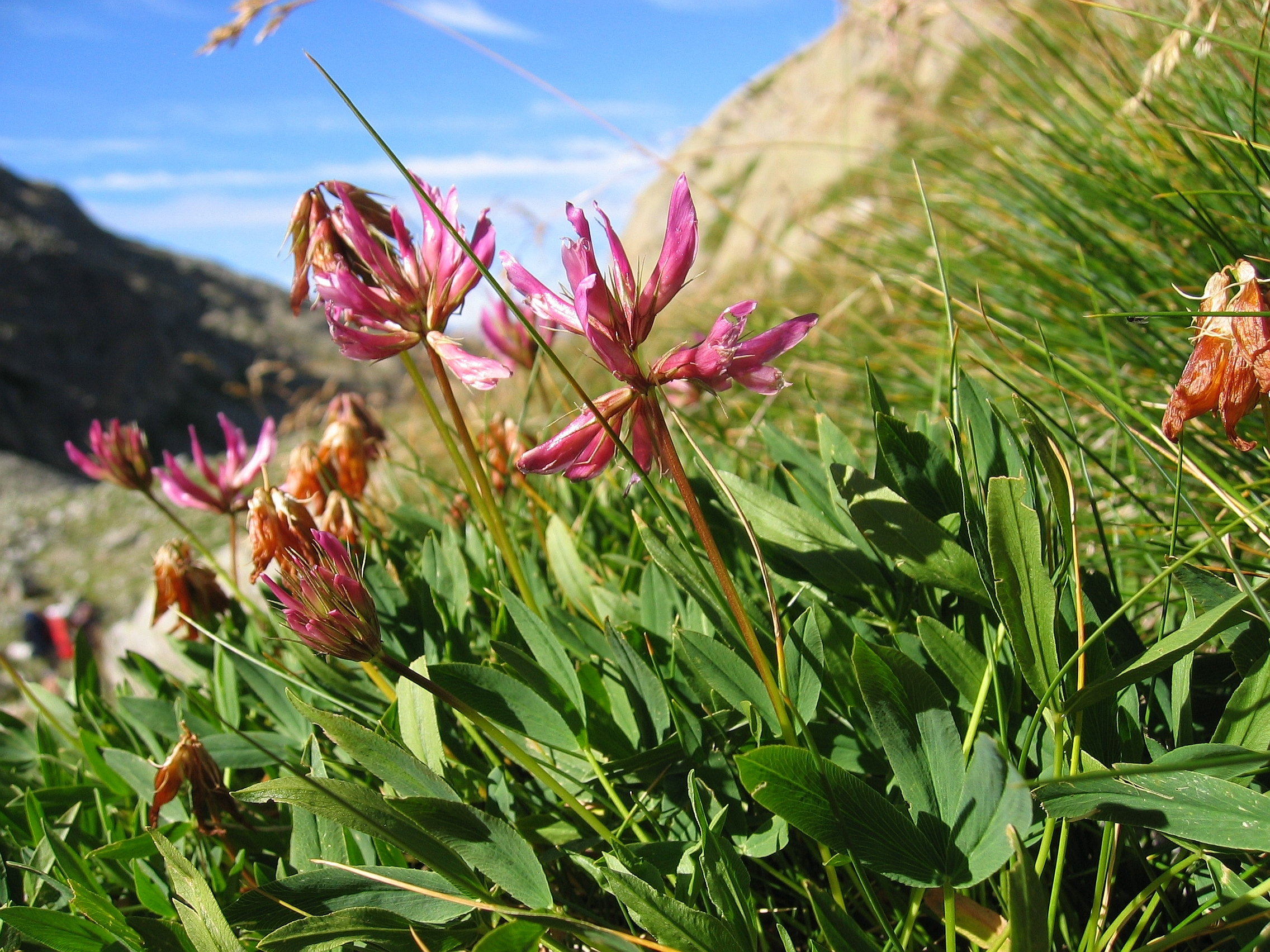
Fotografia de camp (Pirineus).

La regalèssia de muntanya (Trifolium alpinum) és una planta herbàcia rastrera i hemicriptòfita de la família de les fabàcies.
És una herba que pot atènyer fins a 20 centímetres d'altura. Les tiges són curtes i provenen d'un rizoma reptant molt gruix. La fulla està formada per tres folíols, agrupats en la base de la tija, acabats en punta amb dos estípules foliars estretes i punxegudes. La flor és d'uns 2 centímetres, molt aromàtiques i situades al final d'un peduncle floral d'uns 10 centímetres de longitud, amb una tonalitat que va des del rosa al porpra encara que de vegades són de color crema o blanques. Normalment si són joves creixen verticalment, però es van penjant a mesura que maduren.
La seua etapa de floració és a l'estiu (juny a agost). L'arrel és comestible i té un gust dolç similar al de la regalèssia
Creix a les zones de muntanya a partir dels 1500 metres, arribant a gairebé els 3000 metres, sent molt característic a Europa en les muntanyes dels Pirineus i Alps fins als Carpats. Habita en les pastures, preferint els substrats silícics.